# Quercus salicifolia
Quercus salicifolia är en bokväxtart som beskrevs av Luis Née. Quercus salicifolia ingår i släktet ekar, och familjen bokväxter. Inga underarter finns listade i Catalogue of Life.